# Пляжный волейбол на Универсиадах
Соревнования по пляжному волейболу проводились на летних Универсиадах дважды — в 2011 и 2013 годах как факультативный (не включённый в основную программу Универсиады) вид спорта.

## Призёры соревнований

### Мужчины
| Год  | Золото | Серебро  | Бронза  |
| ---- | ------ | -------- | ------- |
| 2011 | Польша | Россия   | Украина |
| 2013 | Польша | Германия | Россия  |

### Женщины
| Год  | Золото   | Серебро | Бронза   |
| ---- | -------- | ------- | -------- |
| 2011 | Германия | США     | Бразилия |
| 2013 | Россия   | Польша  | Германия |

## Медальный зачёт

### Мужчины
| Место          | Страна         | Золото | Серебро | Бронза | Всего |
| -------------- | -------------- | ------ | ------- | ------ | ----- |
| 1              | Польша         | 2      | 0       | 0      | 2     |
| 2              | Россия         | 0      | 1       | 1      | 2     |
| 3              | Германия       | 0      | 1       | 0      | 1     |
| 4              | Украина        | 0      | 0       | 1      | 1     |
| Всего стран: 4 | Всего стран: 4 | 2      | 2       | 2      | 6     |

### Женщины
| Место          | Страна         | Золото | Серебро | Бронза | Всего |
| -------------- | -------------- | ------ | ------- | ------ | ----- |
| 1              | Германия       | 1      | 0       | 1      | 2     |
| 2              | Россия         | 1      | 0       | 0      | 1     |
| 3              | Польша         | 0      | 1       | 0      | 1     |
| 3              | США            | 0      | 1       | 0      | 1     |
| 5              | Бразилия       | 0      | 0       | 1      | 1     |
| Всего стран: 5 | Всего стран: 5 | 2      | 2       | 2      | 6     |